# Hiromi Nishikawa
Hiromi Nishikawa (西川 宏美 Nishikawa Hiromi; Tokio, 29 de diciembre de 1972) es una seiyū japonesa. Ha participado en series como Angelic Layer, Bobobo y Slam Dunk, entre otras. Está afiliada a Aoni Production.

## Roles Interpretados

### Series de Anime
- Angel Heart como Yusuke Fukutome (niño)
- Angelic Layer como Yuko Inada
- Blue Gender como Minh
- Bobobo como la Chica torpedo
- Kakyūsei 2 como Fumi Yokomizo
- One Piece como Cosmos, Moodie y Pansy
- Record of Lodoss War: Eiyuu Kishi Den como Karla
- Sailor Moon SuperS como Buranko y Gittanko
- Slam Dunk como Matsui
- Yu-Gi-Oh! como Blue

### Películas
- Sailor Moon R movie como Campanula
- Shin Chan y el chuletón imposible como la esposa de Shitada

### Videojuegos
- Kessen como Saizo y Garasha Hosokawa
- Klonoa como Chieftess y Moon Queen
- The Legend of Heroes: Trails in the Flash como Scarlet
- The Legend of Heroes: Trails in the Sky Second Chapter como Lucciola

### Tokusatsu
- Hyakujū Sentai Gaoranger como Rasetsu (boca superior)